# Queen II
Queen II is het tweede muziekalbum van de Engelse rockgroep Queen, uitgebracht in 1974.
Het album werd in de Trident Studios te Londen opgenomen. De twee zijden van de LP werden 'Side White' en 'Side Black' (de witte en zwarte zijde) genoemd in plaats van de normale A-kant en B-kant. De zijden bevatten foto's van Queen in wit of zwart gekleed. Het is een los conceptalbum waarbij de White Side vooral emotionelere thema's had en de Black Side vooral donkere fantasierijke thema's behandelde.
De foto gemaakt door Mick Rock welke op de voorkant van de LP staat werd nog vaak door Queen gebruikt in hun latere carrière. De foto waarbij de hoofden van de leden in een ruitformatie staan opgesteld is vooral bekend door de videoclip van Bohemian Rhapsody (1975). Het nummer Seven Seas of Rhye werd een bescheiden hitje in Engeland. Alle Brian May-nummers lopen in elkaar over en vormen zo min of meer één geheel. Datzelfde geldt voor de nummers door Freddie Mercury geschreven. Alleen Seven Seas Of Rhye staat los van beide thema's.

## Tracklist
Side White:
1. "Procession" (May) - 1:12
2. "Father to Son" (May) - 6:14
3. "White Queen (As It Began)" (May) - 4:33
4. "Some Day One Day" (May) - 4:21
5. "Loser in the End" (Taylor) - 4:01

Side Black:
1. "Ogre Battle" (Mercury) - 4:08
2. "The Fairy Feller's Master-Stroke" (Mercury) - 2:41
3. "Nevermore" (Mercury) - 1:17
4. "March of the Black Queen" (Mercury) - 6:33
5. "Funny How Love Is" (Mercury) - 2:48
6. "Seven Seas of Rhye" (Mercury) - 2:48

## Tracks

### Procession
"Procession" is een korte introductie van het album, geschreven en uitgevoerd door Brian May. Hij nam het op door overlappende delen te spelen op zijn Red Special-gitaar door John Deacons Deacy Amp. Drummer Roger Taylor neemt ook deel op dit nummer, hij gebruikt alleen een baspedaal.

### Father to Son
"Father to Son" is geschreven door May en bevat zowel heavy metal-delen als rustige pianodelen, gespeeld door May. Net zoals het vorige nummer bevat dit nummer ook door May gespeelde gitaren door de Deacy Amp. May schreef het uit het perspectief van de vader die met zijn zoon praat of over hem denkt. Queen voegde het nummer meteen toe aan hun liveset, maar het werd hier weer vanaf gehaald vanaf 1975. Zowel zanger Freddie Mercury als Taylor hebben op dit nummer een bereik van twee octaven: Mercury zingt G3 tot A4 en Taylor zingt G4 tot A5.

### White Queen (As It Began)
"White Queen (As It Began)" is geschreven door May en bevat zowel akoestische delen als heavy metal-stukken.

### Some Day One Day
"Some Day One Day" is geschreven door May, die ook de leadvocalen doet in het nummer, de eerste keer dat hij een volledig Queen-nummer zingt. May speelt op dit nummer ook akoestische en elektrische gitaar, waarvan de laatste gitaarsolo die leidt tot de fade-out drie gitaren bevat. Deze complexiteit is typisch voor May, alhoewel de gitaren meestal harmonieus zijn, maar die in dit geval spelen alle gitaren verschillende delen.

### The Loser in the End
"The Loser in the End" is de enige bijdrage van Taylor op dit album, die ook de leadvocalen zingt.

### Ogre Battle
"Ogre Battle" markeert het begin van de 'Black Side' van het album, geschreven door Mercury op gitaar. De band wilde het nummer niet opnemen voor hun eerste album, maar ze wilden wachten tot ze meer studiovrijheid hadden.
In het midden van het nummer zingt Mercury vocalen die op die van ogers lijken en Taylor zingt de hoge harmonieën aan het eind van het refrein. Net zoals de titel doet vermoeden, gaat het nummer over een gevecht tussen ogers. May speelt de gitaarsolo met geluidseffecten om het meer op een gevecht te doen lijken. Het begin van het nummer is ook het eind, met als verschil dat de laatste gong omgekeerd is.
Het nummer is een van de meest heftige werken van Queen. De gitaarriff vormt, samen met het drummen van Taylor, een 'thrash'geluid. Het was lange tijd een favoriet, maar in dit geval werd het nummer langzamer gespeeld dan op het album.
Het is ook het enige nummer van dit album dat ook live werd uitgevoerd voor het album Queen at the Beeb.

### The Fairy Feller's Master-Stroke
Mercury inspireerde het nummer "The Fairy Feller's Master-Stroke" nadat hij het gelijknamige schilderij van Richard Dadd had gezien. Taylor noemde dit nummer "Queen's grootste stereo-experiment".
Net zoals de meeste nummers op dit album, bevat ook dit nummer veel op fantasie gebaseerde teksten, met een directe referentie naar Dadds gedicht, zoals Queen Mab, Waggoner Will, en de Tatterdemalion.
Het nummer vertelt over de claustrofobische atmosfeer van het schilderij en elke scene die het beschrijft. Het gebruik van het woord "quaere" is geen referentie naar Mercury's geaardheid.

### Nevermore
Terwijl het vorige nummer eindigt met een driedelige vocale harmonie van Mercury, May en Taylor, gaat het over in het door Mercury geschreven "Nevermore". Alle vocalen werden door Mercury gedaan. Nevermore is een korte ballad over de gevoelens na een gebroken hart. Het wordt gezien als de voorloper van het nummer Love of My Life, dat op het album A Night at the Opera staat.

### The March of the Black Queen
Mercury schreef "The March of the Black Queen" op de piano in 1973. Het is het enige Queen-nummer dat polyritmiek bevat (twee verschillende maatsoorten, namelijk 8/8 en 12/8), wat vrij zeldzaam is bij popmuziek.
Het nummer was te complex om live uit te voeren, alhoewel de uptempodelen gezongen door Taylor ("My love is in your hands, I'll foe and I'll fie...") soms gezongen werden in een live medley.
Het nummer gaat over in het volgende nummer. Dit nummer eindigt met een oplopende notenprogressie, die leidt tot de eerste seconde van het volgende nummer.

### Funny How Love Is
"Funny How Love Is" is geschreven door Mercury op de piano terwijl Robin Cable aan het produceren was. Het is opgenomen met de wall of sound-techniek. Het nummer is nooit live uitgevoerd, vooral door de hoge noten van Mercury tijdens het nummer.

### Seven Seas of Rhye
"Seven Seas of Rhye" was half-geschreven door Mercury op het vorige album en hij maakte het af voor dit album. Op het vorige album stond een korte en niet afgemaakte versie van het nummer, maar de uiteindelijke versie was heel verschillend van de oorspronkelijke versie. Het was de eerste hit van de band in het Verenigd Koninkrijk, met als hoogste positie in de hitlijsten nummer 10.
Het nummer gaat, net zoals zoveel nummers op dit album, Queen en Sheer Heart Attack, over een fantasiewereld genaamd Rhye. Het nummer werd een livefavoriet. Het wordt op de piano door twee handen gespeeld, maar op de opname op Queen en in de meeste liveversies werd het alleen gespeeld met slechts één hand. Het is gesampled aan het eind van het nummer It's a Beautiful Day (Reprise) op het laatste album Made in Heaven. Het eindigt met een gekruiste fade-out, die van een instrumentaal gedeelte overgaat in de "singsong"-stijlversie van "I Do Like to be Beside the Seaside".
De Seven Seas of Rhye komen ook voor in het nummer "Lily of the Valley" op het album Sheer Heart Attack in de regel "Messenger from Seven Seas has flown/To tell the king of Rhye he's lost his throne".